# Bogenlampen-Kandelaber vom Potsdamer Platz

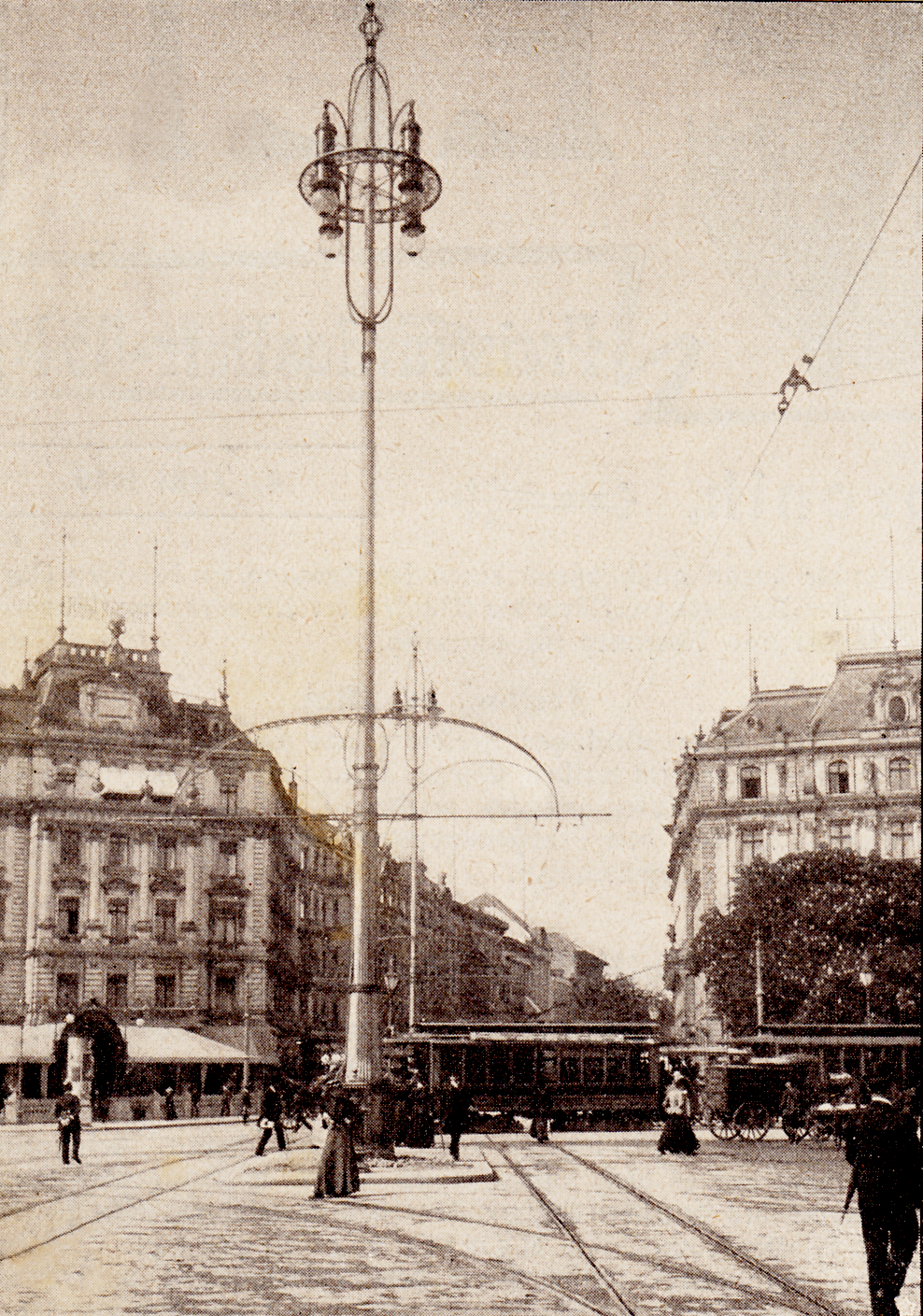
Bogenlampen-Kandelaber am Potsdamer Platz von Emil Högg, 1905

Die beiden großen 21 m hohen Bogenlampen-Kandelaber auf dem Potsdamer Platz in Berlin wurden vom Architekten Emil Högg zur angemessenen Beleuchtung des verkehrsreichen Platzes entworfen und im Mai 1905 fertiggestellt. Die beiden Kandelaber trugen je vier elektrische Intensivflammenbogenlampen und konnten elf ältere elektrische Bogenlampen aus dem Jahr 1882 ersetzen.
Die beiden Kandelaber waren rund 30 Jahre in Betrieb und wurden 1936/1937 demontiert, um den unterirdischen S-Bahnhof Potsdamer Platz bauen zu können.

## Vorgeschichte

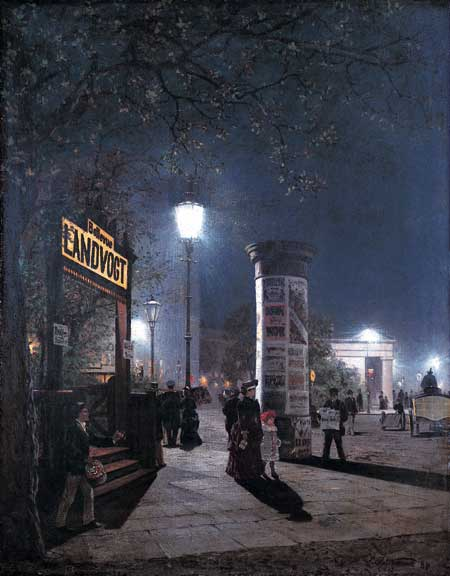
Die erste elektrische Straßenbeleuchtung am Potsdamer Platz von 1882, Gemälde von 1884

Am Potsdamer Platz gingen die ersten elektrischen Kohlebogenlampen der Firma Siemens & Halske am 20. September 1882 in Betrieb, zusammen mit insgesamt 36 Lampen in der Leipziger Straße bis zur Friedrichstraße. Die Stromversorgung erfolgte zunächst durch ein von Siemens in der Wilhelmstraße errichtetes Kraftwerk, ab 1886 durch die Berliner Elektricitäts-Werke.
Die elektrischen Bogenlampen waren im Vergleich zu den bislang verwendeten Gaslampen sehr hell, aber deutlich teurer im Betrieb. Sie wurden deshalb zunächst nur in ausgewählten Bereichen der Städte installiert.
Für den Betrieb der elektrischen Straßenbeleuchtung in Berlin hatte die Deutsche Edison-Gesellschaft für angewandte Elektricität (DEG) (wenig später in die Allgemeine Elektricitäts-Gesellschaft (AEG) umfirmiert) im Jahr 1884 mit den Städtischen Electricitäts-Werken (A.G.StEW) ein eigenes Unternehmen gegründet, aus dem am 1. Oktober 1887 die Berliner Elektricitäts-Werke (BEW) hervorgingen. Die DEG erhielt im Februar 1884 die Konzession zur alleinigen Stromversorgung der Berliner Innenstadt und baute mit der Centralstation Markgrafenstraße ein erstes Kraftwerk in der Markgrafenstraße 44 am Gendarmenmarkt und 1886 ein zweites Kraftwerk in der Mauerstraße 80.

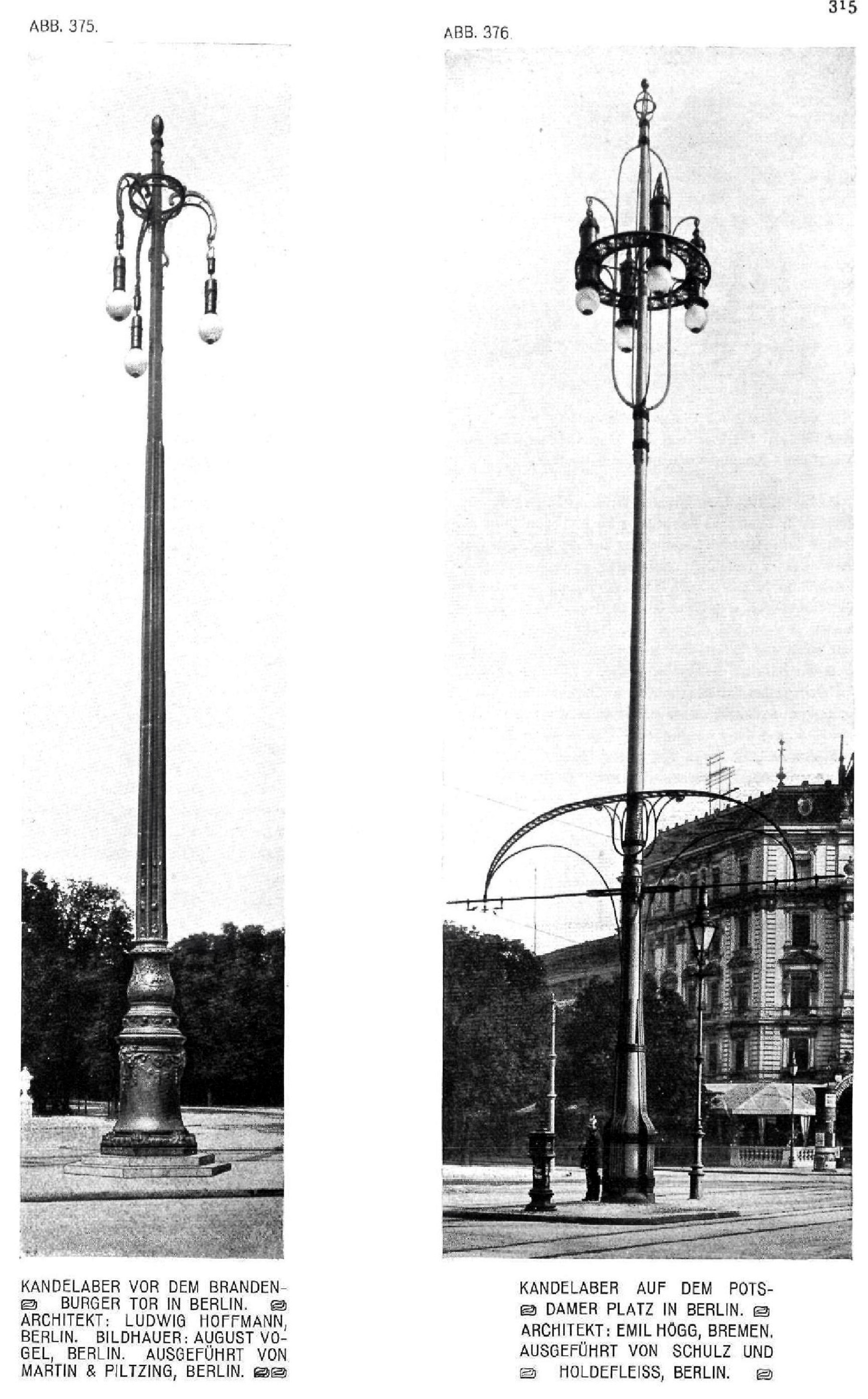
Links: Bogenlampen-Kandelaber vor dem Brandenburger Tor von Ludwig Hoffmann. Rechts: Bogenlampen-Kandelaber vom Potsdamer Platz von Emil Högg. Beide Bilder von 1905

Im November 1887 schrieb die Stadt Berlin einen beschränkten Wettbewerb für die Gestaltung von reich verzierten Bogenlampen-Kandelabern für den Boulevard Unter den Linden aus, den der Architekt und Hochschullehrer Ludwig Schupmann gewann. Insgesamt wurden 104 Lampen mit einer Lichtpunkthöhe von 8 m nach diesem Entwurf gebaut und im Jahr 1888 auf dem Pariser Platz, Unter den Linden, auf dem Opernplatz und der Kaiser-Wilhelm-Straße aufgestellt, die später nach ihrem Schöpfer als Schupmann-Kandelaber bezeichnet wurden.
In den folgenden Jahren wurden die Stromversorgung und die elektrische Straßenbeleuchtung in Berlin weiter ausgebaut. Mit den Kraftwerken Oberspree (1897), Moabit (1900) und Rummelsburg (1907) entstanden die ersten Großkraftwerke an Kanälen und Flüssen, die über leistungsfähige Kohleversorgungen verfügten und über Wechselstrom-Hochspannungsleitungen vernetzt wurden. Mittlerweile waren Kohlebogenlampen entwickelt worden, die eine gesteigerte Leuchtstärke und eine geringere Leistungsaufnahme aufwiesen. Wichtige Fortschritte wurden bei automatischen Mechanismen erzielt, die für einen konstanten Abstand der Kohleelektroden und damit eine gleichmäßige Helligkeit sorgten. Bei den Intensivflammenbogenlampen waren die Elektroden nicht mehr axial gegeneinander gerichtet, sondern schräg nach unten gestellt. Zusätzlich drückte ein Magnetfeld den Lichtbogen nach unten, wodurch eine besonders starke Bodenbeleuchtung erzielt werden konnte. Weiterhin wurden hinsichtlich der Leuchtstärke verbesserte Kohlestäbe entwickelt, indem unterschiedliche Stoffe wie Kalziumsalze oder Flussspat beigemengt wurden. Hugo Bremer erhielt für seine Effektkohlen auf der Pariser Weltausstellung im Jahre 1900 die höchste Auszeichnung, den Grand Prix. Die Intensivflammenbogenlampen eigneten sich besonders für hohe Kandelaber zur Ausleuchtung besonderer Plätze. Die verschiedenen Varianten der verbesserten Kohlebogenlampen wurden hinsichtlich ihrer Vorzüge, aber auch ihrer Nachteile im Dauerbetrieb ausgiebig in der Fachöffentlichkeit diskutiert.
Kurz nach der Jahrhundertwende sollten an ausgewählten Plätzen Berlins besonders hohe und hell strahlende Bogenlampen-Kandelaber aufgestellt werden. Von den Berliner Elektrizitäts-Werken wurde dazu im Jahr 1903 unter den Mitgliedern der Vereinigung Berliner Architekten ein „Wettbewerb zur architektonischen Ausbildung von Bogenlichtkandelabern“ ausgeschrieben. Es sollte ein Lichtträger für fünf Bogenlampen entworfen werden, deren Lichtpunkte 22 m über der Straßenkrone liegen. Der Stadtbaumeister Emil Högg erhielt den ersten Preis. Der zweite Preis wurde Alfons Schneegans verliehen, den dritten bekam Hermann A. Krause. Angekauft wurden die Entwürfe von Alf J. Balcke und Richard Walter. Nicht prämierte Beiträge wurden auch von Alfred Grenander und Bruno Möhring eingereicht. In seiner ausführlichen Rezension kritisiert der Architekt Ernst Spindler, dass sich die eingereichten Entwürfe noch sehr an traditionellen Formen und Verzierungen orientieren und zu wenig neuzeitliche Lösungen entwickeln, die sich aus der Funktion ergeben.
Wenig später entwarf Stadtbaurat Ludwig Hoffmann für den Platz vor dem Brandenburger Tor (Tiergartenseite) zwei hohe, je dreiflammige Kandelaber mit einer Lichtpunkthöhe von 16 m; Der Bildhauer August Vogel stellte die Kandelabermodelle her. Die Kandelaber wurden von der Gießerei Martin & Piltzing ausgeführt und mit einigen Verzögerungen im Mai 1905 fertiggestellt.
Für die andere Seite des Brandenburger Tores am Pariser Platz wurden ebenfalls zwei hohe zweiflammige Kandelaber entworfen, die Ludwig Schupmann zugeschrieben wurden (Bildnachweis von 1905). Die beiden Kandelaber standen in der Mitte des Pariser Platzes, jeweils in der Verlängerung der Baumreihen der Mittelpromenade der Linden.

## Planung, Bau und Betrieb

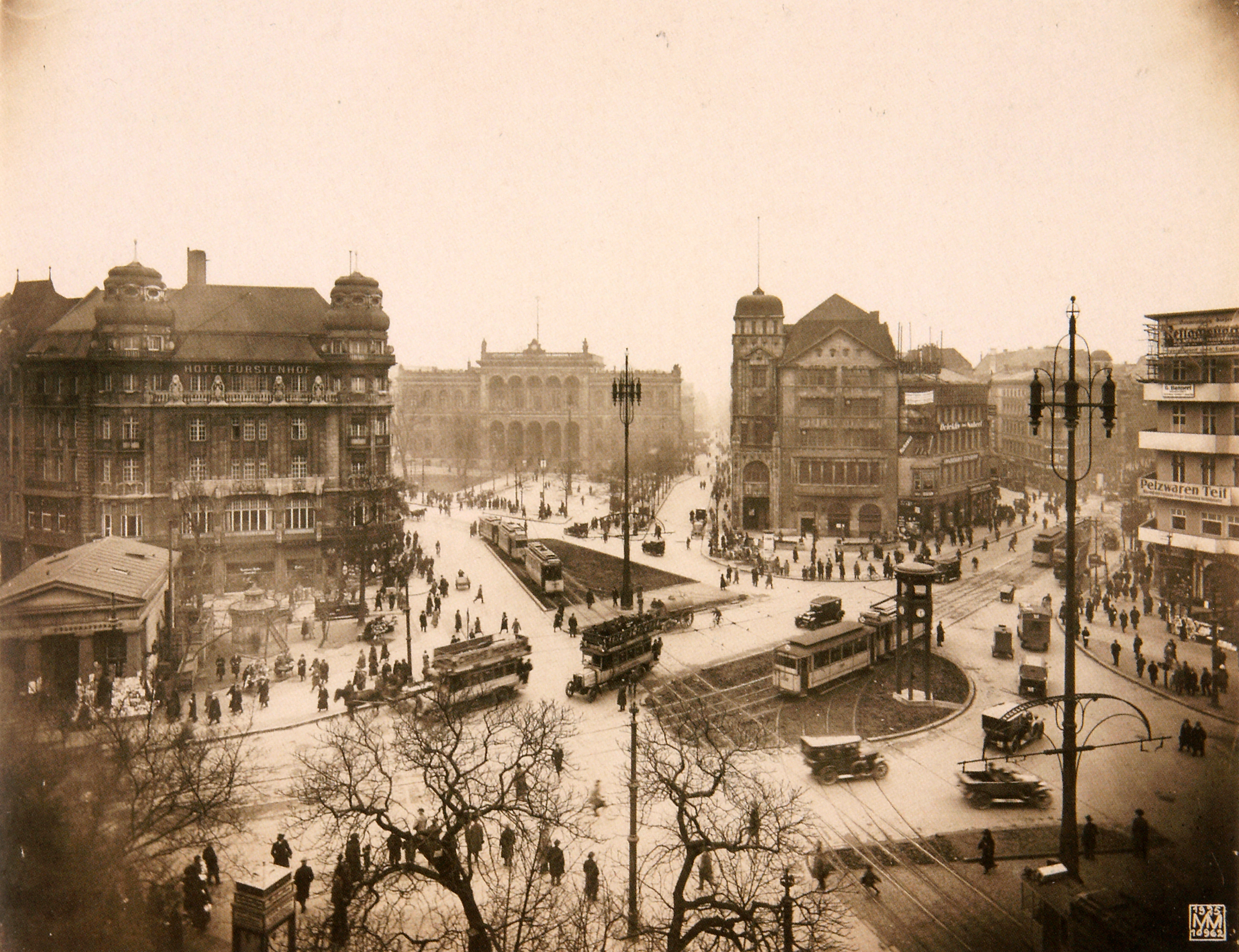
Die beiden Bogenlampen-Kandelaber, noch mit den Auslegern für die Straßenbahnfahrleitung, 1925

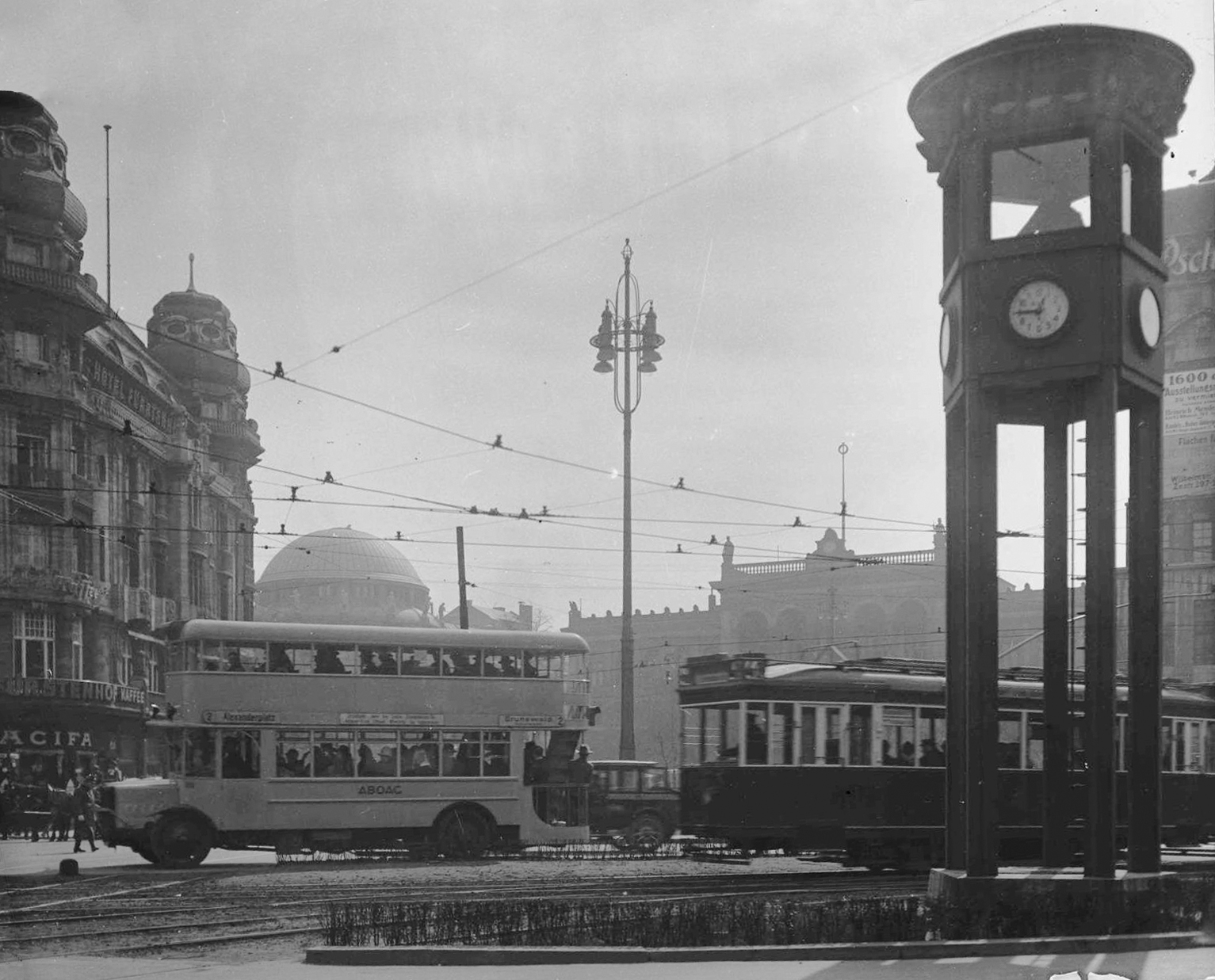
Der südliche Bogenlampen-Kandelaber, vorn rechts der Verkehrsturm, 1927

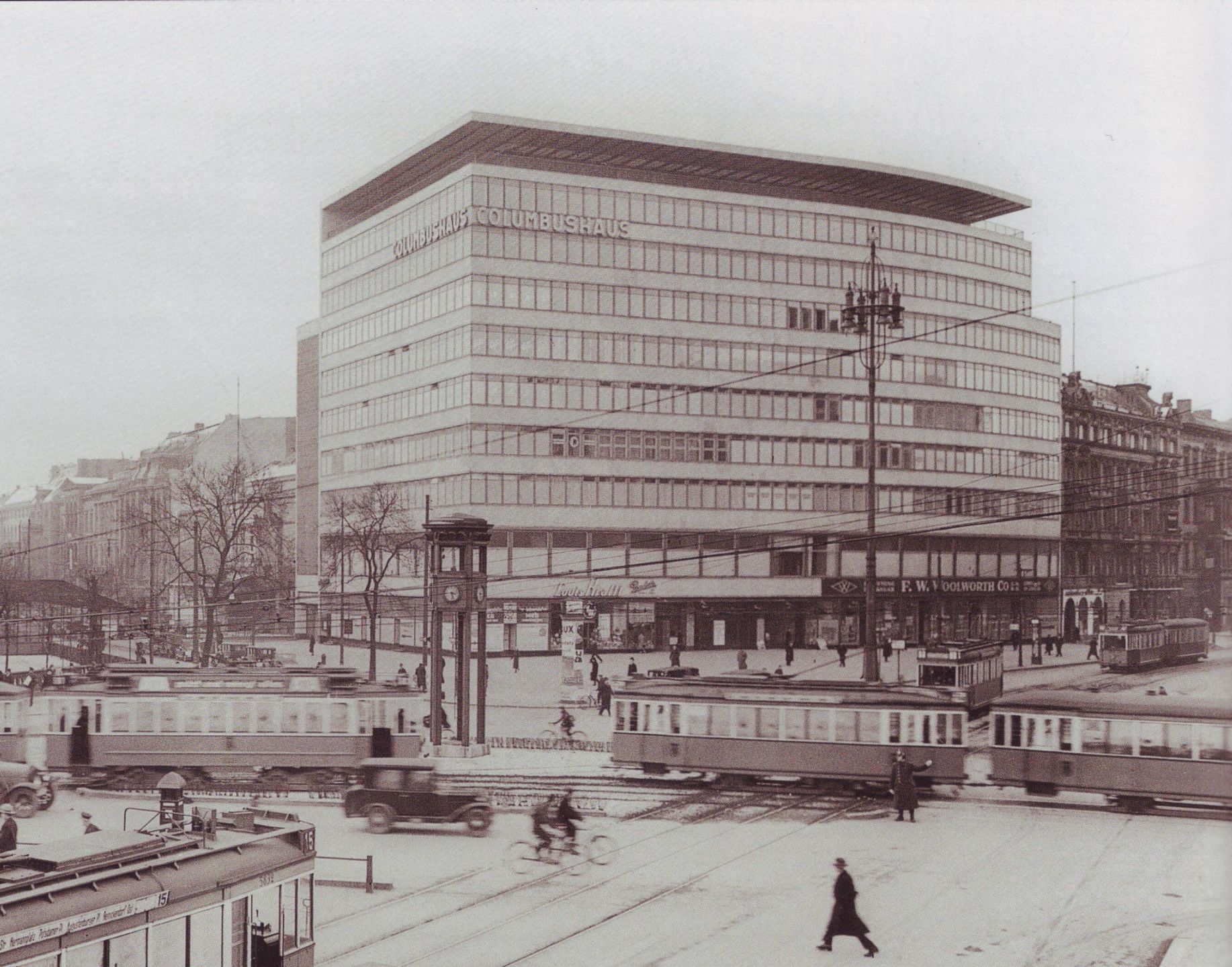
Der nördliche Bogenlampen-Kandelaber vor dem Columbushaus, 1933

Auch für den Potsdamer Platz stand eine Modernisierung der elf Bogenlampen aus dem Jahr 1882 an. Geplant war, die Beleuchtung des Platzes auf nur noch zwei, aber hoch gelegene Lichtquellen zu konzentrieren.
Die beiden neuen Kandelaber wurden 1905 von Emil Högg gestaltet und erschienen im Vergleich zu den Wettbewerbsentwürfen von 1903 deutlich schlichter. Högg verzichtete auf schmückenden Zierrat ohne eigene Funktion und rückte dafür die konstruktiven Linien in den Vordergrund, wie in einer ausführlichen und anschaulich bebilderten Würdigung in der Architektonischen Rundschau hervorgehoben wurde.
Im April und Mai 1905 wurden zwei 21 m hohe Masten auf den Mittelinseln südlich und nördlich der zentralen Kreuzung der beiden Straßenzüge Leipziger und Potsdamer Straße mit der damaligen Budapester Straße (heute: Ebertstraße) und Königgrätzer Straße (heute: Stresemannstraße) errichtet. Jeder Mast erhielt vier nach unten gerichtete Intensivflammenbogenlampen mit einer Lichtpunkthöhe von 18 m. Auch die Berliner Architekturwelt und die Deutsche Bauzeitung berichteten in ausführlichen Aufsätzen über diese neuen Bogenlampen-Kandelaber. Die beiden Kandelaber-Masten wurden zunächst zwischen den Straßenbahngleisen im Zuge der Budapester und Königgrätzer Straße angeordnet. Deshalb konnten die Masten zusätzlich auch beidseitige Ausleger für die Straßenbahnfahrleitungen aufnehmen.
Die Fertigstellung der beiden Bogenlampen-Kandelaber sollte spätestens acht Tage vor den für Sonnabend 3. Juni 1905 geplanten Einzugsfeierlichkeiten des Kronprinzenpaares Wilhelm von Preußen und Cecilie zu Mecklenburg erfolgen. Auch wenn der Potsdamer Platz nicht an der Route vom Schloss Bellevue über den Pariser Platz und dem festlich geschmückten Boulevard Unter den Linden zum Berliner Stadtschloss lag, wurde doch mit sehr vielen Besuchern und Reisenden gerechnet. Die eigentliche Vermählung des Kronprinzenpaares fand am Nachmittag des 6. Juni 1905 in der Schlosskapelle des Stadtschlosses statt. Die Kronprinzenhochzeit war offensichtlich das Berliner Ereignis des Jahres 1905, dem sich alle anderen Themen und Baumaßnahmen unterordnen mussten. Die Tagespresse berichtete umfangreich, wie zum Beispiel die Vossische Zeitung in der Morgenausgabe vom 7. Juni 1905.
Gemäß dem Bericht in der Vossischen Zeitung konnte die neue elektrische Beleuchtung bereits am Abend des 17. Mai 1905 und somit rechtzeitig vor den Feierlichkeiten in Betrieb genommen werden. Eine ausführliche Beschreibung der beiden Bogenlicht-Kandelaber, die weitgehend dem Aufsatz in der Berliner Architekturwelt vom Juli 1905 entspricht, ist in der Abendausgabe der Vossischen Zeitung vom 24. Mai 1905 abgedruckt.
Als der Potsdamer Platz im Jahr 1924 umgestaltet wurde, um die Verkehrsführung neu zu ordnen und den Verkehrsturm mit der ersten Verkehrsampel Deutschlands aufstellen zu können, wurden beide Straßenbahngleise auf die Ostseite der Kandelaber verlegt. Zunächst wurden die Fahrleitungen auf eine Seite der Fahrleitungsträger umgehängt. Spätestens 1927 waren die Fahrleitungsträger abgebaut.
Die beiden großen Bogenlampen-Kandelaber sind auf vielen historischen Ansichtskarten und Bildern des Potsdamer Platzes zu sehen und waren rund 30 Jahre in Betrieb.
Mit den Ausschachtungsarbeiten für den unterirdischen S-Bahnhof Potsdamer Platz wurden die beiden großen Kandelaber spätestens 1937, vermutlich sogar schon nach dem Ende der Olympischen Sommerspiele 1936, abgebaut und durch kleinere Lampen ersetzt.

## Beteiligte Personen und Firmen
Nach dem Aufsatz in der Berliner Architekturwelt vom Juli 1905 waren folgende Personen und Firmen an Entwurf und Bauausführung der Bogenlampen-Kandelaber beteiligt:
- Der gestalterische Entwurf stammt vom Architekten und Stadtbaumeister Emil Högg.
- Der statische Nachweis der konisch geschweißten, dreiteiligen, rund 25 Meter langen Rohre beider Masten wurde von Baurat Richard Cramer erbracht.[28]
- Die Schmiedearbeiten wurden von der Firma Schulz & Holdefleiß in Berlin-Wedding ausgeführt.
- Die Allgemeine Elektricitäts-Gesellschaft lieferte die Hochleistungs-Intensivflammenbogenlampen.
- Die Berliner Elektricitäts-Werke übernahmen die elektrischen Installationsarbeiten und die Bauführung.

Weiterhin ist einem Schreiben im Landesarchiv Berlin zu entnehmen, dass die 20 m hohen Montagegerüste von den Vereinigten Gerüst-Bau- und Leihanstalten L. Altmann (Charlottenburg, Spandauer Straße 20) bereitgestellt wurden.